# Karl Hoesch
Karl Hoesch (im Ruhrdeutsch auch Kalla Hoesch genannt) ist ein nicht existenter Unternehmer. Dieser Begriff ist dennoch (nicht nur im Ruhrgebiet) eine feste Redewendung und steht als pars pro toto besonders für alles, was mit dem Stahlunternehmen Hoesch AG zu tun hat.

## Leitgedanke
Auch in großen Teilen der produzierenden Industrie spricht man synonym von „Karl Hoesch“, wenn es um den Kauf qualitativ hochwertigen Stahls aus deutscher Fertigung geht oder im engeren Sinn aus Dortmunder Produktion. Letztere endete mit dem letzten Abstich auf der Phoenix-Hütte in Hörde im Jahr 2001, aber immer noch wird Stahl bei „Karl Hoesch“ gekauft. Noch genauer: Man kann weiterhin in begrenztem Umfang auch Stahlprodukte aus Dortmunder Fertigung kaufen, denn lackierte und beschichtete Bleche gibt es weiterhin aus einem Walzwerk zur Endverarbeitung auf den riesigen, ansonsten nun weitenteils leeren Flächen der größten Industriebrache Europas. Das Rohmaterial hierfür stammt jedoch aus den Hüttenwerken von ThyssenKrupp Steel in Duisburg, wohin man der besseren Logistik an der Rheinschiene halber alle „Flüssigphasen“-Aktivitäten des Stahlkonzerns verlegte.
Die Hoesch AG ging auf im ThyssenKrupp-Konzern; auf Dortmunder Flächen der restlichen Westfalenhütte arbeiten unter TK-Fahne statt 25.000 Mitarbeitern nunmehr nur noch ca. 1.200 (Stand: Juni 2006). Insgesamt schmolz die Dortmunder Mitarbeiterschaft von einem Stand 52.000 um 1970 herum auf diesen Rest von 1.200 ab.
Eine Person namens Karl hat es in der Industriellenfamilie Hoesch nicht gegeben, nicht jedenfalls als Eigentümer-Unternehmer im Aachener oder Dortmunder Raum. Insofern ist die Personalisierung „Karl Hoesch“ einesteils ein Insider-Scherz oder eben andererseits ein Kürzel für „Stahl von Hoesch“. Der Name soll einen kernigen Unternehmer darstellen, der zu seinem Wort steht, dessen Liefertermine passen und eingehalten werden, der Qualität liefert, wenn er auch nicht den niedrigsten Preis anbietet. Mit seinem Stahl gibt es keinen Ärger: Dafür steht virtuell der Stahlproduzent „Karl Hoesch“.